# Kościół Niepokalanego Poczęcia Najświętszej Maryi Panny w Gozdowicach
Kościół Niepokalanego Poczęcia Najświętszej Maryi Panny w Gozdowicach – kościół filialny parafii Najświętszej Maryi Panny Częstochowskiej w Czelinie.

## Opis
Świątynia z kamienia polnego, z ceglaną wieżą. W całości otynkowany. Od strony wschodniej przedsionek – główne wejście.

## Historia
Kościół wzniesiony został w XIII/XIV w. W 1730 r. przeprowadzono gruntowny remont świątyni – otynkowano elewacje zewnętrzne, wybito nowe okna oraz ufundowano nowy ołtarz amonowy z dwiema korynckimi kolumnami w stylu barokowym, zwieńczony rzeźbionym orłem trzymającym w dziobie ośmioramienny krzyż maltański – godło Joannitów. Przed ołtarzem zawieszony był późnobarokowy anioł chrzcielny. Na ołtarzu stały dwa cynowe bogato zdobione barokowe świeczniki. W posiadaniu kościoła był kielich z 1691 r. i patena z 1779 r. W 1840 r. nastąpiła generalna rozbudowa kościoła – w kierunku wschodnim dobudowano do budowli średniowiecznej część szerszą i dłuższą, ołtarz przesunięto pod ścianę zamykającą dobudowę, wewnątrz dobudowano empory boczne, wsparte na drewnianych kolumnach, zainstalowano posadzkę z płytek ceramicznych. Nowa część od zewnątrz otrzymała skromną elewację. Dodatkowe wejście wykonano od strony południowej. Wejście dla pastora znajdowało się w dobudowanym frontonie wschodnim.

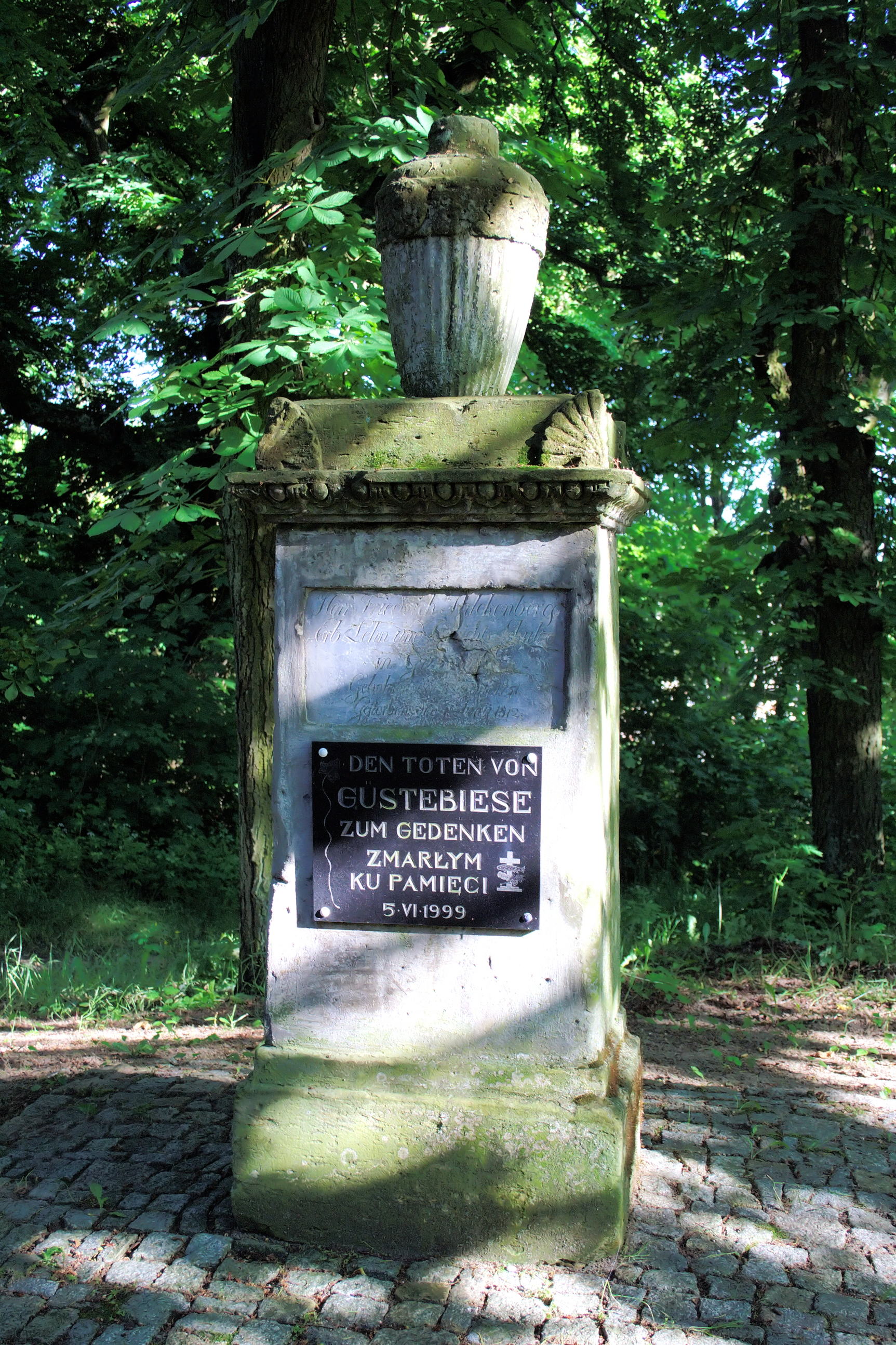
Nagrobek wójta Güstebiese Friedricha Falkenberga (1751-1812) stojący obok kościoła, z tablicą upamiętniającą zmarłych mieszkańców z Gozdowic (1999 rok)

W 1904 r. od strony zach. dobudowano do najstarszej części kościoła wieżę o wysokości 25 m, na niej umieszczono zegar z czterema tarczami oraz trzy różnej wielkości dzwony odlane w 1905 r. przez Franza Schillinga z Apoldy. Obecnie na wieży pozostał tylko najmniejszy z dzwonów (o średnicy 63 cm). W wyniku działań wojennych w kwietniu 1945 r. kościół został nieznacznie uszkodzony; sprzęty i księgi kościelne zaginęły. W okresie powojennym zlikwidowano empory. W latach 60. XX w. odnowiono wnętrze kościoła, malarz Michał Lipko wykonał trzy malowidła ścienne, z których dwa nadal zdobią boczne ściany prezbiterium. Na przełomie 1975/76 r. przeprowadzono remont dachu wraz z podwyższeniem murów części zachodniej. Zmieniono orientację świątyni – przesunięto ołtarz do części zach. W 1982 r. zlikwidowano wejście od strony południowej tworząc w tak powstałej wnęce po malutkiej kruchcie ołtarzyk św. Józefa. Od strony wsch. dobudowano przedsionek – jest on obecnie głównym wejściem do świątyni. Okna po obu stronach ołtarza zamieniono na witraże. W 2000 r. przeprowadzono renowację starych tarcz i uruchomiono zegar z elektronicznym mechanizmem.
Około 1540 r. świątynia stała się ewangelicka, od 1655 r. wzmiankowana jako parafialna, od 1750 r. stała się filią parafii w Starych Łysogórkach. Po II wojnie światowej kościół został przejęty przez katolików i poświęcony 25.05.1947 r. pod wezwaniem Zesłania Ducha Świętego, który to tytuł zmieniono później na Niepokalane Poczęcie Najświętszej Marii Panny. Przez wiele lat funkcjonował pod nazwą Wniebowzięcia Najświętszej Marii Panny. Początkowo był filią parafii w Mieszkowicach, od 25 kwietnia 1973 r. nowo utworzonej parafii w Kurzycku, obecnie należy do parafii w Czelinie.

## Cmentarz
Obok kościoła stoi nagrobek wójta Fryderyka Falckenberga (1751-1812) z 1812 r. Od XIII w. do około 1820 r. miejscem pochówków był teren przy kościele. Następnie utworzono cmentarz na północnym skraju wsi, po prawej stronie drogi do Morynia, który funkcjonował do około 1918 r.; pozostały po nim szczątki kamiennych nagrobków i charakterystyczna roślinność cmentarna. Kolejny cmentarz obwiedziony murem, z akacjowymi alejami w kształcie krzyża ulokowano po drugiej stronie moryńskiej drogi. W 1930 r. wybudowano na nim kaplicę cmentarną. W latach 70. XX w. rozebrano kamienie nagrobne i wywieziono je jako materiał budowlany. Na miejscu pozostał nagrobny głaz, na którym kiedyś był napis Bernard Starcke; staraniem byłych mieszkańców Gozdowic umieszczono na nim napis REOUIESCANT IN PACE.